# La bastarda (novela)
La Bastarda es una novela en español de 2016 de Trifonia Melibea Obono. El libro está prohibido en Guinea Ecuatorial. El libro cuenta la historia de Okomo, una huérfana que nació bastarda cuya madre murió durante el parto. Vive en un pueblo tradicional de Guinea Ecuatorial que está a un día a pie de Gabón. Se ve obligada a confrontar las actitudes de su cultura sobre los roles de género, los requisitos para que las mujeres tengan relaciones sexuales con el objetivo de la reproducción y la sexualidad. Después de ser descubierta, se retira al santuario de libertad del bosque.
El libro fue la segunda novela publicada en español por la autora.

## Contexto
La Bastarda fue escrita por Trifonia Melibea Obono, una mujer negra hispanohablante de Guinea Ecuatorial. Obono ha sido descrita por ABC y Casa África como una de las voces negras africanas más vanguardistas y valientes de la antigua África colonial española. Obono se considera española cuando vive en Guinea Ecuatorial, mientras que se considera negra mientras vive en España. La gente en su sociedad a veces la considera loca por cómo disecciona y desmantela las normas sociales. Sus trabajos anteriores publicados en español incluyen Herencia de bindendee.
La autora se graduó en la Universidad de Murcia con una licenciatura en ciencias políticas. Posteriormente obtuvo una Master en Cooperación Internacional y Desarrollo de la misma universidad. Fue profesora de la Universidad Nacional de Guinea Ecuatoria en la Facultad de Artes y Ciencias. También es profesora de la Universidad Nacional de Educación a Distancia (UNED) de España, como parte de su Centro de Estudios Afrohispánicos. En 2017 completó su doctorado en la Universidad de Salamanca, escribiendo su tesis sobre el matrimonio tradicional y las prácticas de dote entre el pueblo fang de su país de origen.
En una entrevista con ABC, comentó que el libro no es autobiográfico. Sin embargo, el entorno en el que se encuentra la protagonista, Okomo, es similar a aquel en el que creció la autora.

## Sinopsis
Okomo, una huérfana que nació bastarda y cuya madre murió durante el parto, vive en un pueblo tradicional en Guinea Ecuatorial que está a un día a pie de Gabón. Como joven de dieciséis años que tuvo su período, es velada por la primera esposa de su abuelo, su abuelo y una comunidad que ya la rechazó por su nacimiento. Dado su lugar en esta familia polígama y sin saber quién es, Okomo busca saber más sobre su padre. Su familia trata de evitar que lo haga y le ha prohibido que intente encontrarlo y contactarlo.
Okomo tiene una relación especial con un tío, el hermano de su madre y otro hijo de la primera esposa de su abuelo, llamado Marcelo. Debido a que su tío es un hombre mujer, la familia se ha distanciado de él y Okomo se convierte en una persona de contacto clave en sus intentos de lograr que Marcelo tenga relaciones sexuales con su cuñada. Esto es importante ya que el primogénito del abuelo es estéril y Marcelo puede asegurar que la línea familiar continúe. Él se niega y la casa de Marcelo es quemada, aunque él consigue escapar al bosque.
Los intentos de controlar a Okomo prohibiéndole contactar a Marcelo y otros indeseables sociales la llevan a estar con  tres chicas que también han rechazado en gran medida las expectativas de la sociedad Fang. En medio de una caminata, Okomo tiene relaciones sexuales con ellas. Pronto forma un vínculo especial con Dina, excluyendo a las otras dos y en contra de las reglas del grupo de que el sexo solo debe ser comunal entre ellas. Esto lleva a las otras chicas a sentirse celosas y excluidas, revelando las relaciones de Okomo y Dina durante la fiesta del santo del abuelo de Okomo. Después de que todos no se dieran or enterados, las chicas golpean a Okomo cuando va a buscar agua. La historia completa sale a la luz. Tras otros sucesos, las jóvenes finalmente huyen al bosque, uniéndose a Marcelo y su pareja, mientras crean una familia entre ellas.

## Temas principales
Uno de los temas principales es la heterosexualidad y la homosexualidad en la Guinea Ecuatorial rural. Al mismo tiempo, muestra la invisibilidad de las lesbianas en la sociedad Fang. También trata la importancia de los roles de género en esta sociedad y cómo se cruzan con la sexualidad. El libro también habla de cómo liberarse de estas ideas sobre la sexualidad y los roles de género.
La importancia de los roles de género se muestra, entre otras formas, cuando el personaje principal corta las uñas de los pies de su abuelo. Demuestra cómo en la sociedad Fang el hombre mayor siempre está a cargo, y cómo a menudo no escucha a los que están debajo de él en la jerarquía social y que nunca está ahí cuando lo necesitas. Las principales figuras masculinas en la vida de las personas pueden no saber nada porque las personas tienen demasiado miedo a contar.
La invisibilidad de las lesbianas en el libro se analiza a través de los términos utilizados para los homosexuales y las lesbianas. Los hombres homosexuales se conocen como "fam e mina" en español y "bequebe fafam" en fang, que significa hombre mujer u hombre que se comporta como su hermana. Si bien el idioma fang tiene una palabra para describir a los homosexuales, el idioma no tiene una palabra para describir a las lesbianas.
El libro muestra en todo momento que el valor de los hombres está en poseer una casa y en engendrar hijos. El valor de las mujeres se deriva de dar a luz y tener hijos. Los homosexuales desafían este sistema. La importancia de las mujeres en las relaciones sexuales es mínima, sin pensar realmente en su consentimiento o placer en el acto. En el libro ser mujer es cumplir con las expectativas de los demás para procrear a una edad temprana. Esto se ve en las expectativas que plantea su abuela a Okomo tras tener su primer período. La irrelevancia de las mujeres  se muestra a través de la venta de dos niñas para pagar las deudas de sus padres.
La liberación de las restricciones culturales y sociales en torno a la sexualidad y los roles de género se expresa a través de Marcelo, que se retira al bosque para estar con su pareja. Las cuatro jóvenes le siguen en su propia liberación.

## Recepción
La Bastarda es la primera historia sobre lesbianas de Guinea Ecuatorial publicada en español. En 2016, el libro fue incluido en una lista de El País como uno de los diez mejores libros de un escritor africano.
El libro está oficialmente prohibido en el país.